# كأس السوبر السعودي
كأس السوبر السعودي أو كأس الدرعية للسوبر السعودي لأسباب الرعاية، هي بطولة كرة قدم سعودية ينظمها الاتحاد العربي السعودي لكرة القدم. تقام بشكل سنوي. كانت البطولة تجمع بطل الدوري ببطل الكأس حتى اُعتمد النظام الجديد بمشاركة أصحاب المركز الثاني في كلتا البطولتين بدأً من النسخة 2022–23. وتتنافس الفرق الأربعة بنظام النصف النهائي (خروج المغلوب).
توج بالبطولة ستة فرق هي الفتح، الشباب، الهلال، الأهلي، النصر، الاتحاد. والبطل الحالي هو الهلال الذي فاز بلقب 2024 على حساب النصر 4–1 في النهائي.

## تاريخ المسابقة
تعود فكرة إنشاء بطولة سوبر سعودية إلى موسم 1979 حيث أُقيمت مباراة ذهاب وإياب بين الهلال السعودي بطل الدوري السعودي آنذاك والأهلي السعودي بطل كأس الملك آنذاك، أقيمت مباراة الذهاب في إستاد استاد الأمير عبد الله الفيصل في مدينة جدة وانتهت بالتعادل بهدفين لهدفين وأقيمت مباراة الإياب في مدينة الرياض على إستاد ملعب الأمير فيصل بن فهد وانتهت بفوز الهلال السعودي بأربعة أهداف مقابل هدف، وذهب دخل المباراة الجماهيري إلى الجمعيات الخيرية السعودية وفي موسم 1999 أقيمت مباراة افتتاحية لبطولة كأس المؤسس بين بطل الدوري السعودي آنذاك الهلال السعودي وبين بطل الكأس آنذاك الأهلي السعودي في ملعب الملك فهد الدولي في مدينة الرياض وانتهت بفوز الهلال بخمسة أهداف مقابل هدفين 
وفي موسم 2012 قرر الإتحاد السعودي لكرة القدم اعتماد بطولة كأس السوبر السعودي بشكل رسمي، على أن تقام مباراة السوبر في مطلع الموسم الكروي لعام 2012 بين الشباب السعودي بطل الدوري السعودي في ذلك الموسم وبين الأهلي السعودي بطل كأس الملك في ذلك الموسم، إلا أن مباراة السوبر في ذلك الوقت تم إلغائها من قبل الإتحاد السعودي لكرة القدم بسبب ما وصفه الاتحاد السعودي لكرة القدم بأنه ضيق الوقت
وفي مطلع موسم 2013 أقيمت أول مباراة سوبر سعودية بعد اعتمادها بشكل رسمي من قبل الاتحاد السعودي لكرة القدم بين نادي الفتح السعودي بطل الدوري السعودي في ذلك الموسم ونادي إتحاد جدة السعودي بطل كأس الملك في ذلك الموسم على مدينة الملك عبد العزيز الرياضية في مدينة مكة المكرمة وانتهت المباراة بفوز الفتح بالبطولة بثلاثة أهداف مقابل هدفين 
وأقيمت في عام 2014 بين بطل الدوري السعودي نادي النصر وبطل كأس الملك نادي الشباب. وأقيمت المباراة بمدينة الرياض في ملعب استاد الملك فهد الدولي بتاريخ 11 شوال 1435هـ، وانتهت المباراة بفوز نادي الشباب بالبطولة بركلات الترجيح
وفي شهر أغسطس 2015 أقيمت بين بطل الدوري السعودي نادي النصر وبين بطل كأس الملك نادي الهلال على ملعب لوفتس رود في لندن كأول نسخة لكأس السوبر تقام خارج المملكة، وانتهت بتفوق نادي الهلال على نظيره نادي النصر بهدف مقابل لا شيء، وتم تتويج نادي الهلال كبطل لكأس السوبر السعودي لعام 2015.
في نسخة كأس السوبر عام 2016 التقى النادي الأهلي حامل الدوري وكأس الملك بنظيره نادي الهلال حامل كأس ولي العهد، حيث أقيمت المباراة في مدينة لندن للمرة التالية على التوالي، فاز النادي الأهلي بركلات الترجيح ليفتتح بطولات الموسم الجديد علمًا أنه حقق بطولة الدوري والكاس في الموسم السابق.
في نسخة عام 2018 أقيمت البطولة في لندن بين الهلال بطل الدوري و الاتحاد بطل كأس الملك وفاز بها الهلال بهدفين مقابل هدف.
في نسخة 2019 أقيمة البطولة في مدينة الملك عبد الله الرياضية، جدة بين النصر بطل الدوري و التعاون بطل كأس الملك وفاز بها النصر بركلات الترجيح 5-4 بعد تعادلهما في المباراة 1-1
وفي نسخة 2020 أقيمت البطولة على إستاد الملك فهد الدولي في الرياض بين الهلال بطل الدوري و كأس الملك والنصر وصيف الدوري وفاز بها النصر بثلاثة أهداف مقابل لا شي
وفي نسخة 2021 بين الهلال بطل الدوري و الفيصلي بطل الكأس تقدم الفيصلي بهدفين و رد الهلال بهدفين بهدف سالم الدوسري في الشوط الأول و هدف ياسر الشهراني في الشوط الثاني و انتصر الهلال بركلات الترجيح 4/3 .
في نسخة 2022 أقيمت البطولة بنظامها الجديد بمشاركة 4 فرق، بطل ووصيف كأس الملك وبطل ووصيف دوري كأس محمد بن سلمان للمحترفين، على ملعب الملك فهد الدولي بالرياض وفاز بها نادي الإتحاد بعد تغلبه على الفيحاء بهدفين مقابل لا شيء سجلهما اللاعب المغربي عبد الرزاق حمد الله ويعتبر أول نادي حصل على البطولة بنظامها الجديد .
في نسخة 2023 أقيمت البطولة بمشاركة أربع فرق، بطل ووصيف كأس الملك وبطل ووصيف دوري كأس محمد بن سلمان للمحترفين وهم ( فريق الإتحاد وفريق النصر و وفريق الهلال وفريق الوحدة ) حيث توّج فريق الهلال بلقب كأس السوبر السعودي بانتصاره على الاتحاد جدة في المباراة النهائية، بنتيجة 4-1 ا5نفي المباراة التي أقيمت في العاصمة الإماراتية أبوظبي.
نسخة 2024 أعلن الاتحاد السعودي لكرة القدم يوم  الجمعة 12 يوليو 2024 توقيع الاتحاد السعودي لكرة القدم والهيئة السعودية للسياحة ممثلة بـ (روح السعودية) اتفاقية تصبح بموجبها روح السعودية هي الهوية الرسمية للسياحة السعودية، شريك الاستضافة لبطولة كأس السوبر السعودي 2024 والتي ستقام في مدينة أبها خلال الفترة من 13 ـ 17 أغسطس 2024، حيث جاءت الاتفاقية امتدادًا للحراك الرياضي الكبير في المملكة العربية السعودية، والتي تعكس الالتزام بتحقيق التميز والارتقاء بمستوى كرة القدم السعودية.

## قائمة النهائيات
| موسم | تاريخ         | بطل الدوري | النتيجة                | بطل الكأس | الهدافون                                                   | الملعب                                          |
| ---- | ------------- | ---------- | ---------------------- | --------- | ---------------------------------------------------------- | ----------------------------------------------- |
| 2012 | 2012          | ألغيت      | ألغيت                  | ألغيت     | ألغيت                                                      | ألغيت                                           |
| 2013 | 17 أغسطس 2013 | الفتح      | 3–2 (ب.و.إ.)           | الاتحاد   | دوريس سالامو (2)، إلتون خوزيه مختار فلاته (2)              | مدينة الملك عبد العزيز الرياضية، مكة المكرمة    |
| 2014 | 7 أغسطس 2014  | النصر      | 1–1 (ب.و.إ.) (3–4 ض.ت) | الشباب    | محمد السهلاوي نايف هزازي                                   | ملعب الملك فهد الدولي، الرياض                   |
| 2015 | 12 أغسطس 2015 | النصر      | 0–1                    | الهلال    | كارلوس إدواردو                                             | لوفتس رود، لندن                                 |
| 2016 | 8 أغسطس 2016  | الأهلي     | 1–1 (4–3 ض.ت)          | الأهلي    | عمر السومة محمد البريك                                     | كرافن كوتيج، لندن                               |
| 2017 | 2017          | ألغيت      | ألغيت                  | ألغيت     | ألغيت                                                      | ألغيت                                           |
| 2018 | 18 أغسطس 2018 | الهلال     | 2–1                    | الاتحاد   | كارلوس إدواردو، غيلمين ريفاس كريم الأحمدي                  | لوفتس رود، لندن                                 |
| 2019 | 4 يناير 2020  | النصر      | 1–1 (5–4 ض.ت)          | التعاون   | عبد الرزاق حمد الله لياندر تاومبا                          | مدينة الملك عبد الله الرياضية، جدة              |
| 2020 | 30 يناير 2021 | الهلال     | 0–3                    | النصر     | بيتروس، عبد الرزاق حمد الله، سامي النجعي                   | ملعب الملك فهد الدولي، الرياض                   |
| 2021 | 6 يناير 2022  | الهلال     | 2-2 (3-4 ض.ت)          | الفيصلي   | محمد العمري، رومان امالفيتانو، سالم الدوسري، ياسر الشهراني | مدينة الأمير فيصل بن فهد الرياضية، الرياض       |
| 2022 | 29 يناير 2023 | الإتحاد    | 0-2                    | الفيحاء   | عبد الرزاق حمد الله (2)                                    | ملعب الملك فهد الدولي، الرياض                   |
| 2024 | 11 أبريل 2024 | الهلال     | 1-4                    | الإتحاد   | مالكوم (2)، سالم الدوسري، ناصر الدوسري                     | ملعب محمد بن زايد، أبو ظبي                      |
| 2025 | 17 أغسطس 2024 | النصر      | 4-1                    | الهلال    | سيرغي سافيتش، ألكساندر ميتروفيتش (2)، مالكوم               | مدينة الأمير سلطان بن عبد العزيز الرياضية، أبها |
| 2026 | 23 أغسطس 2025 |            |                        |           |                                                            | ملعب هونغ كونغ ، هونغ كونغ                      |

ملاحظات
- * بطل الدوري والكأس.[11]
- # بطل كأس ولي العهد.
- في نسخة عام 2012، كان من المقرر لعب البطولة بين ناديي الشباب (بطل الدوري ) و الأهلي ( بطل الكأس ) ولكن ألغيت البطولة.[4]
- في نسخة عام 2017، كان من المقرر لعب البطولة بين ناديي الهلال (بطل الدوري والكأس ) والاتحاد (بطل كأس ولي العهد) ولكن ألغيت البطولة.[12][13]

## الإحصائيات

### قائمة الفائزون
| النادي  | البطل | الوصيف | سنوات البطولة               | سنوات الوصافة    |
| ------- | ----- | ------ | --------------------------- | ---------------- |
| الهلال  | 5     | 2      | 2015، 2018،2021، 2023، 2024 | 2016، 2020       |
| النصر   | 2     | 3      | 2019، 2020                  | 2014، 2015 2024  |
| الاتحاد | 1     | 3      | 2022                        | 2013، 2018، 2023 |
| الفتح   | 1     | -      | 2013                        | -                |
| الشباب  | 1     | -      | 2014                        | -                |
| الأهلي  | 1     | -      | 2016                        | -                |
| التعاون | -     | 1      | -                           | 2020             |
| الفيصلي | -     | 1      | -                           | 2021             |
| الفيحاء | -     | 1      | -                           | 2022             |